# Стрниско, Юлиус
Юлиус Стрниско (чеш. Július Strnisko; 6 августа 1958, Нитра — 20 сентября 2008, Нитра) — чехословацкий борец вольного стиля, бронзовый призёр Олимпийских игр, двукратный бронзовый призёр чемпионата Европы, десятикратный чемпион Чехословакии (1977—1988).

## Биография
Начал заниматься борьбой в Нитре по примеру старшего брата, который дома использовал Юлиуса в качестве манекена и чтобы справиться с братом, Юлиус тоже отправился в секцию борьбы.  В 1977 году перешёл в клуб Rudé Hvězdy Praha и переехал в Прагу, где был в составе клуба в течение 13 лет 
В 1977 году впервые завоевал звание чемпиона Чехословакии. В 1978 году занял пятое место на «взрослом» чемпионате Европы и пятое же место в возрастной категории espoir. В 1979 году на чемпионате Европы был четвёртым, в 1980 году — шестым. В 1981 — седьмым и был вторым на Гран-При Германии.   
На Олимпийских играх 1980 года выступал в соревнованиях по вольной борьбе в тяжёлом весе и завоевал бронзовую медаль Олимпийских игр. 
См. таблицу турнира.
В 1981 на чемпионате Европы был седьмым и был вторым на Гран-При Германии. В 1982 году на чемпионате мира был пятым, завоевал бронзовую медаль чемпионата Европы; повторил успех в 1983 году на чемпионате Европы, на чемпионате мира был шестым. В 1984 был шестым на чемпионате Европы. В 1986 году был пятым на Гран-при Германии и шестым на чемпионате мира. В 1987 году остался за чертой призёров, четвёртым, как на чемпионате мира, так и Европы. В 1988 году был третьим на Гран-при Германии.  
На Олимпийских играх 1988 года выступал в соревнованиях по вольной борьбе в тяжёлом весе, проиграв две встречи, из турнира выбыл. 
См. таблицу турнира.
В 1988 году закончил карьеру и вернулся в Нитру. Работал по полученной профессии сварщиком, был крупье в казино, владел небольшим кафе в Нитре. В это же время проводил тренировки на добровольных началах. 
Умер от сердечного приступа в 2008 году.